# Miniatürk

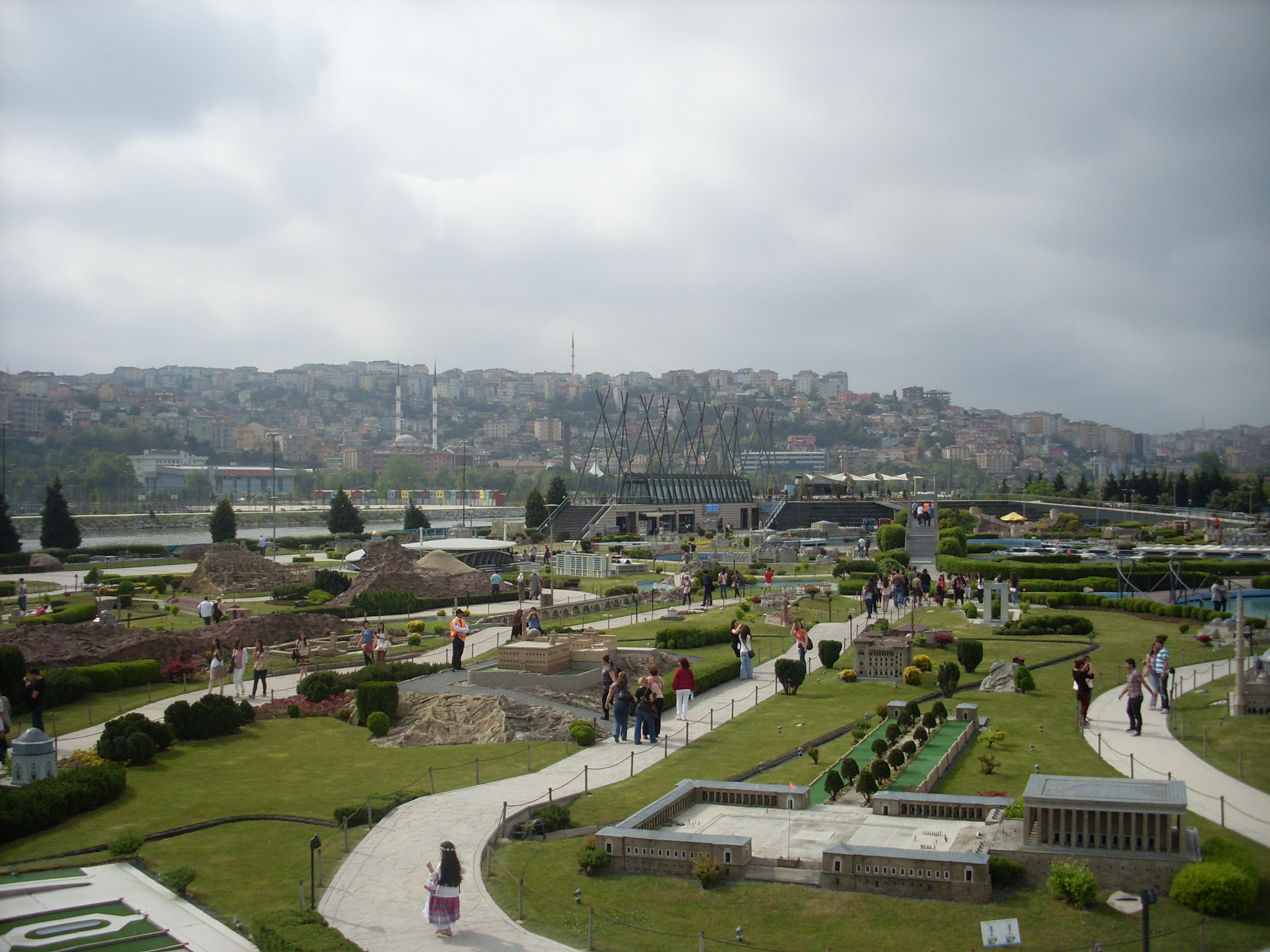
Miniatürk em 2012.

Miniatürk é um parque em miniatura situado na costa nordeste do Corno de Ouro, em Istambul, Turquia. Foi inaugurado em 2 de maio de 2003. O Miniatürk cobre uma área total de 60.000 metros quadrados. É um dos maiores parques em miniatura do mundo com a sua área de 15.000 m². O parque contem 122 modelos na escala 1:25. Ele contém estruturas tanto do interior como do exterior da Turquia, bem como interpretações de estruturas históricas.